# Прозопанхе
Прозопанхе (лат. Prosopanche) — род паразитных растений подсемейства Гидноровые (Hydnoroideae) семейства Кирказоновые (Aristolochiaceae). Произрастает в Южной Америке.

## Описание и экология
Корневые паразиты. Полностью лишены листьев. Андроцей сросся в куполообразную структуру, стаминодии размещаются во втором (внутреннем) круге. Во время цветения над землёй показывается только верхняя часть цветка (та, что расположена выше завязи). Она издаёт аромат, похожий на запах ананаса, что привлекает ряд насекомых-опылителей, включая жуков-блестянок. Плоды развиваются под землёй, их эндокарпий обладает приятным запахом. Семена распространяются ночными млекопитающими.

## Виды
Род включает 7 видов:
- Prosopanche americana (R.Br.) Baill. — Прозопанхе американская
- Prosopanche bonacinae Speg.
- Prosopanche caatingicola R.F.Machado & L.P.Queiroz
- Prosopanche cocuccii Tav. de Carvalho, Záchia & Mariath
- Prosopanche costaricensis L.D.Gómez
- Prosopanche demogorgoni Funez
- Prosopanche panguanensis C.Martel & Rob.Fern.